# Wilaya de Boumerdès
Pour les articles homonymes, voir Boumerdès (homonymie).
La wilaya de Boumerdès (en berbère : Tanebḍit n Bumerdas, transcrit en Tifinagh: ⵜⴰⵏⴱⴹⵉⵜ ⵏ ⴱⵓⵎⵔⴷⴰⵙ; en arabe: ولاية بومرداس) est une wilaya algérienne située dans le nord du pays, à l'est d'Alger 

## Géographie
La wilaya se situe au nord du pays sur 100 km du littoral à 45 km d'Alger.
Boumerdès est une wilaya côtière du centre du pays qui s'étend sur 1 456,16 km2 avec 100 km de profil littoral allant du cap de Boudouaou El Bahri à l'Ouest, à la limite Est de la commune de Afir.
|       | Mer méditerranée    |            |
| Alger | wilaya de Boumerdès | Tizi ouzou |
| Blida | Bouira              |            |

Le chef-lieu de wilaya, la ville de Boumerdès, est située à 45 km à l'est de la capitale Alger, à 52 km à l'ouest de Tizi Ouzou et à 25 km au nord de Bouira.
Le relief de la wilaya de Boumerdès se divise en plusieurs unités physiques : les plaines et les vallées au nord dont la très fertile plaine de la Mitidja, les collines et plateaux dans la partie intermédiaire et les montagnes au Sud.
La wilaya est parmi les régions les plus arrosées au pays. La pluviométrie annuelle varie entre 500 mm et 1 300 mm par an ce qui en fait une wilaya à vocation agricole par excellence. De plus elle constitue un carrefour de passage de la capitale dont elle est distante de 45 km, vers l'Est du pays et de Tizi Ouzou par des voies de communication diverses (chemins de fer et autoroute). Son chef-lieu est distant de 35 km de l'aéroport international d'Alger (aéroport d'Alger - Houari Boumédiène).

## Histoire
La wilaya de Boumerdès est créée en 1984 à la suite de la promulgation de la loi no 84-09 du 4 février 1984 relative au découpage territorial administratif. Boumerdès résulte du partage de communes ayant appartenu à la wilaya d'Alger et à la wilaya de Tizi Ouzou principalement, auxquelles s'ajoutent des communes ayant appartenu aux wilayas de Blida (communes de Larbatache, Khemis El Khechna, Hammedi, Ouled Hedadj, Ouled Moussa et Bouzegza Keddara) ainsi que de celles de Bouira (communes de Beni Amrane et Ammal). Sur les 32 communes de la wilaya actuelle, 12 appartenaient à la wilaya d'Alger et 12 à la wilaya de Tizi Ouzou.
La wilaya de Boumerdès a été touchée le 21 mai 2003 par le séisme de Boumerdès, le plus violent en Algérie depuis le séisme d'El Asnam en 1980.

## Organisation de la wilaya

### Walis
| No | Wali                        | Début             | Fin               |
| -- | --------------------------- | ----------------- | ----------------- |
| 1  | Abdelmalek Sellal           | 4 avril 1984      | 13 mai 1984       |
| 2  | Hachemi Djiar               | 13 mai 1984       | 20 septembre 1987 |
| 3  | Youcef Benoudjit            | 20 septembre 1987 | 29 juillet 1990   |
| 4  | Kouider Djebli              | 29 juillet 1990   | 21 août 1991      |
| 5  | Mohamed Laïchoubi           | 21 août 1991      | 15 avril 1994     |
| 6  | Mourad Hidouk               | 15 avril 1994     | 22 août 1999      |
| 7  | Ali Bedrici                 | 22 août 1999      | 7 mai 2008        |
| 8  | Brahim Merad                | 7 mai 2008        | 30 septembre 2010 |
| 9  | Kamel Abbès                 | 30 septembre 2010 | 23 juillet 2015   |
| 10 | Nouria Yamina Zerhouni      | 23 juillet 2015   | 5 octobre 2016    |
| 11 | Abderrahmane Madani Fouatih | 5 octobre 2016    | 27 septembre 2018 |
| 12 | Mohamed Salmani             | 27 septembre 2018 | 22 avril 2019     |
| 13 | Yahia Yahiatene             | 22 avril 2019     | 6 septembre 2023  |
| 14 | Fouzia Naama                | 6 septembre 2023  | en cours          |

### Daïras
| Nom               | Communes                                                                    |
| ----------------- | --------------------------------------------------------------------------- |
| Boumerdès         | Boumerdès, Corso, Tidjelabine                                               |
| Dellys            | Dellys, Afir, Benchoud                                                      |
| Naciria           | Naciria, Ouled Aissa                                                        |
| Bordj Menail      | Bordj Ménaiel, Zemmouri, Leghata, Djinet                                    |
| Isser             | Isser, Si Mustapha, Timezrit, Chabet El Ameur                               |
| Thénia            | Thénia, Souk El Had, Ammal, Beni Amrane                                     |
| Boudouaou         | Boudouaou, Boudouaou El Bahri, el Kharrouba, Bouzegza Keddara, Ouled Hedadj |
| Khemis El Khechna | Khemis El Khechna, Ouled Moussa, Larbatache, Hammedi                        |
| Baghlia           | Baghlia, Sidi Daoud, Taourga                                                |

### Communes
La wilaya de Boumerdès compte 32 communes : Afir, Ammal, Baghlia, Ben Choud, Beni Amrane, Bordj Menaïel, Boudouaou, Boudouaou El Bahri, Boumerdès, Bouzegza Keddara, Chabet el Ameur, Corso, Dellys, Djinet, El Kharrouba, Hammedi, Isser, Khemis El Khechna, Larbatache, Leghata, Naciria, Ouled Aïssa, Ouled Hedadj, Ouled Moussa, Si Mustapha, Sidi Daoud, Souk El Had, Taourga, Thénia, Tidjelabine, Timezrit, Zemmouri.

## Démographie
En 2008, la population de la wilaya de Boumerdès était de 802 083 habitants contre 646 870 en 1987. 6 communes dépassaient alors la barre des 40 000 habitants en 2008 :
| 1987    | 1998    | 2008    |
| ------- | ------- | ------- |
| 646 870 | 645 497 | 802 083 |

| Commune           | Population | Taux de croissance annuel 2008/1998 |
| ----------------- | ---------- | ----------------------------------- |
| Khemis El Khechna | 75 962     | 2,7 %                               |
| Boudouaou         | 71 238     | 2,8 %                               |
| Bordj Menaïel     | 64 820     | 1,9 %                               |
| Ouled Moussa      | 45 770     | 5,9 %                               |
| Boumerdès         | 41 685     | 2,2 %                               |
| Hammedi           | 40 546     | 3,9 %                               |

## Réseau routier

### Le réseau routier compte aussi un linéaire total de1 483km
- 282 km de routes nationales
- 350 km de chemins de Wilaya
- 851 km de chemins communaux

## Personnalités
- Le marabout Sidi Boushaki (1394-1453) qui est enterré dans le village de Soumâa au sud de Thénia.
- Le professeur Noureddine Melikechi, y est né en 1958 à Thénia.
- Les boxeurs Mohamed Missouri (1947), Hocine Soltani (1972) et Mohamed Allalou (1973) sont tous trois natifs de Thénia.

## Réseau ferroviaires
Le réseau ferroviaire traverse la wilaya de Boumerdes dans sa partie Nord ainsi que dans sa partie Sud-Est. Il est long de 67,5 km et se répartit en trois tronçons : 
- le tronçon à voie double électrifié de 20,5 km relie Boudouaou à Thenia
- le tronçon de 17,20 km relie Thenia à Ammal sur une seule voie
- le tronçon Thenia_Naciria en une seule voie long de 29,5 km.Elle dispose aussi d’un réseau ferroviaire qui prodigue des services de qualité.